# Ferrari LaFerrari
De LaFerrari ofwel de F150 is een exclusieve sportwagen van Ferrari die werd gelanceerd op de Autosalon van Genève in 2013. LaFerrari betekent letterlijk "De Ferrari", wat er op duidt dat dit de 'echte Ferrari' is. Per 2020 is de LaFerrari de laatste Ferrari met een 12-cilinder middenmotor.
De productie van de 500ste LaFerrari werd aangekondigd op 31 augustus 2016. Het voertuig zou op een veiling worden verkocht ten voordele van de mensen in Midden-Italië die getroffen waren door de aardbeving in Midden-Italië op 24 augustus 2016. Uiteindelijk werd het op 3 december 2016 geveild door RM Sotheby's tijdens het Ferrari Finali Mondiali-weekend op Daytona International Speedway. Alle opbrengsten gingen naar het Earthquake Relief Fund van de National Italian American Foundation. De verkoopopbrengst van deze LaFerrari bedroeg 6,5 miljoen euro.

## Specificaties
De LaFerrari is de eerste hybride Ferrari. De 6.3 liter F140 V12 verbrandingsmotor is midden-achter geplaatst in de auto en levert 789pk. Hij is voorzien van een KERS-systeem dat daar nog eens een extra 161pk bovenop doet. Samen dus goed voor 950pk. Volgens Ferrari heeft de LaFerrari een topsnelheid van 350 km/uur, net als de Ferrari Enzo. Echter accelereert de LaFerrari naar 100 km/uur in minder dan 3 seconden, naar de 200 km/uur in 6,95 seconden, en naar de 300 km/uur in 15 seconden. Ook zou de auto een ronde op het eigen Fiorano Test Circuit hebben geklokt op 1:19.70, de snelste tijd ooit van een productie-auto van Ferrari.

## LaFerrari Aperta (2016)
De LaFerrari Aperta is de open versie en is op technisch vlak nagenoeg identiek aan zijn dichte broer. Onder de motorkap een 800 pk sterke 6.262 cc grote V12 die is gekoppeld aan een 163 pk sterke elektromotor. Het gecombineerd vermogen komt daarmee uit op 963 pk. Ferrari meldt wel dat de aandrijflijn efficiënter is geworden dankzij ervaring die het merk heeft opgedaan met de dichte LaFerrari. Net als de reeds bekende LaFerrari accelereert de Aperta in minder dan 3 tellen naar een snelheid van 100 km/h. In 7,1 seconden staat een snelheid van 200 km/h op de teller.Topsnelheid is 350 km/h. 

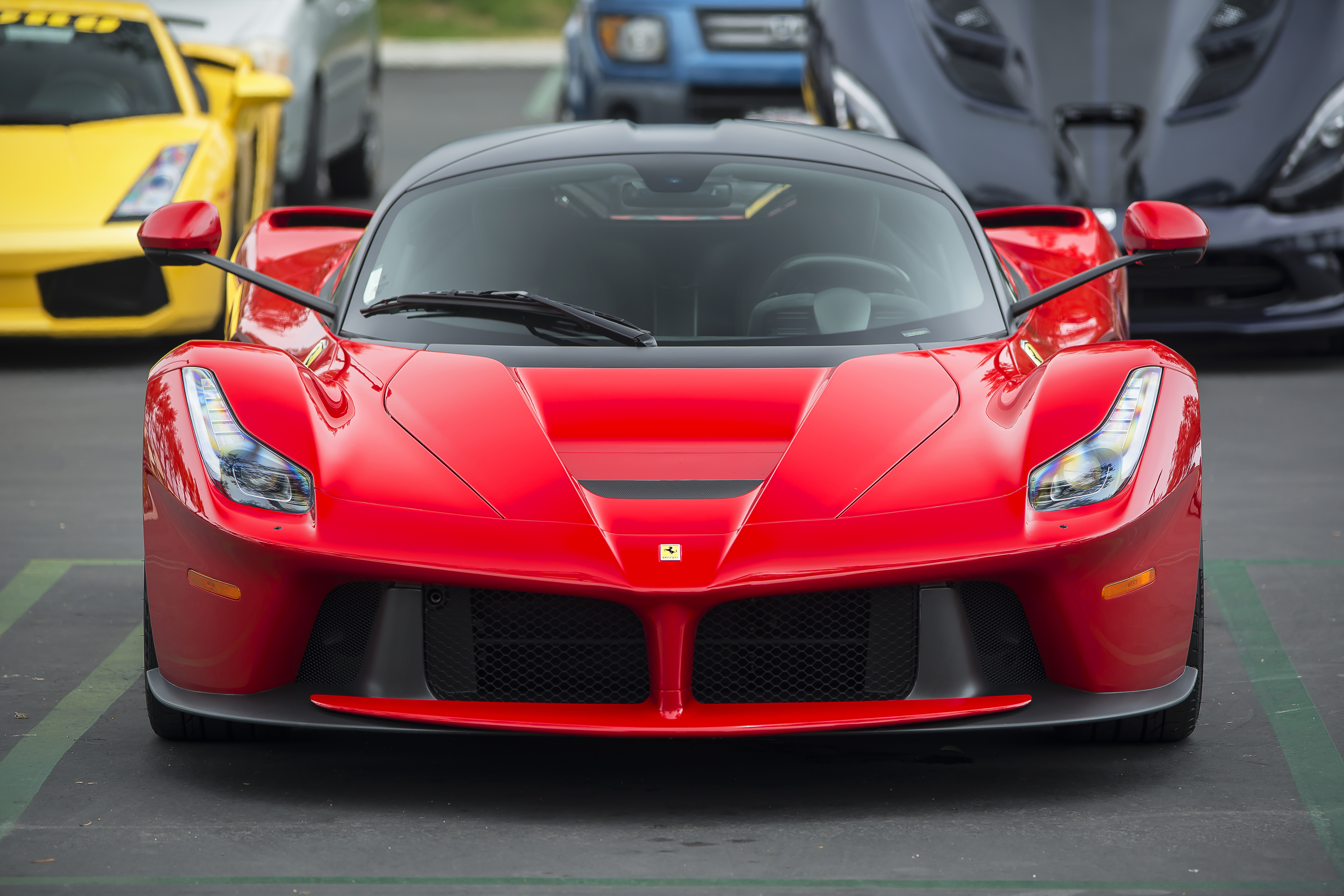
LaFerrari
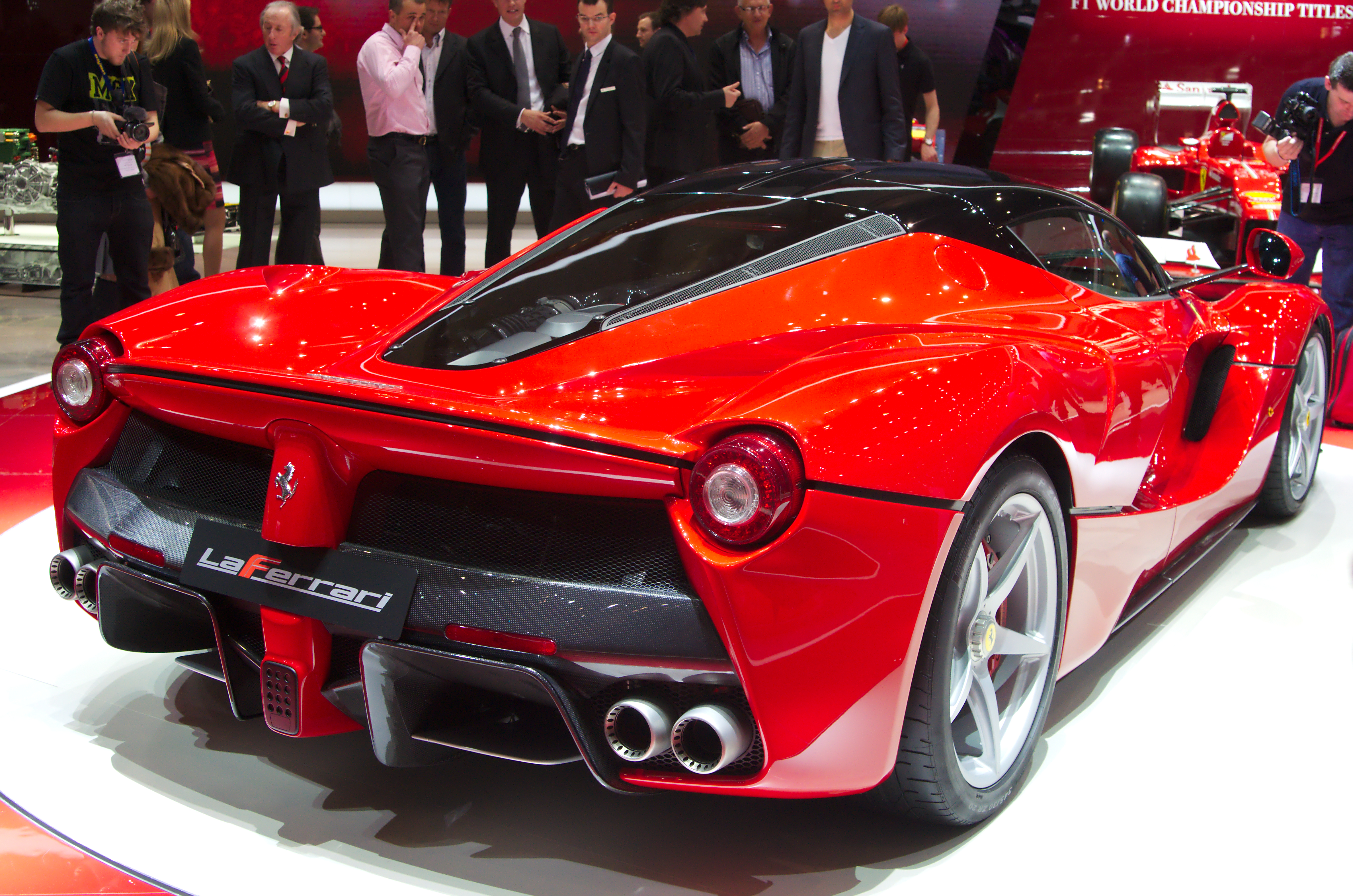
LaFerrari
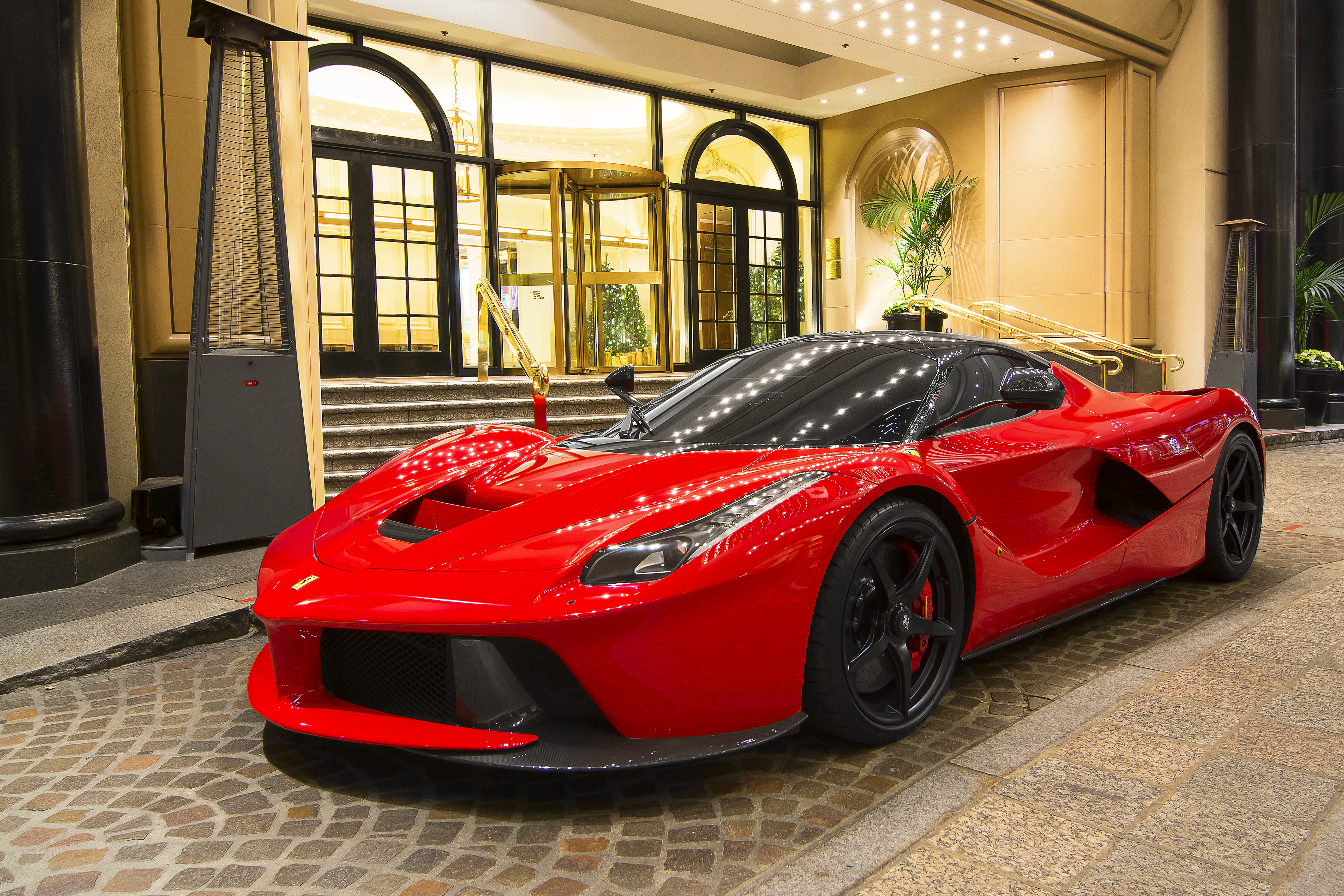
LaFerrari
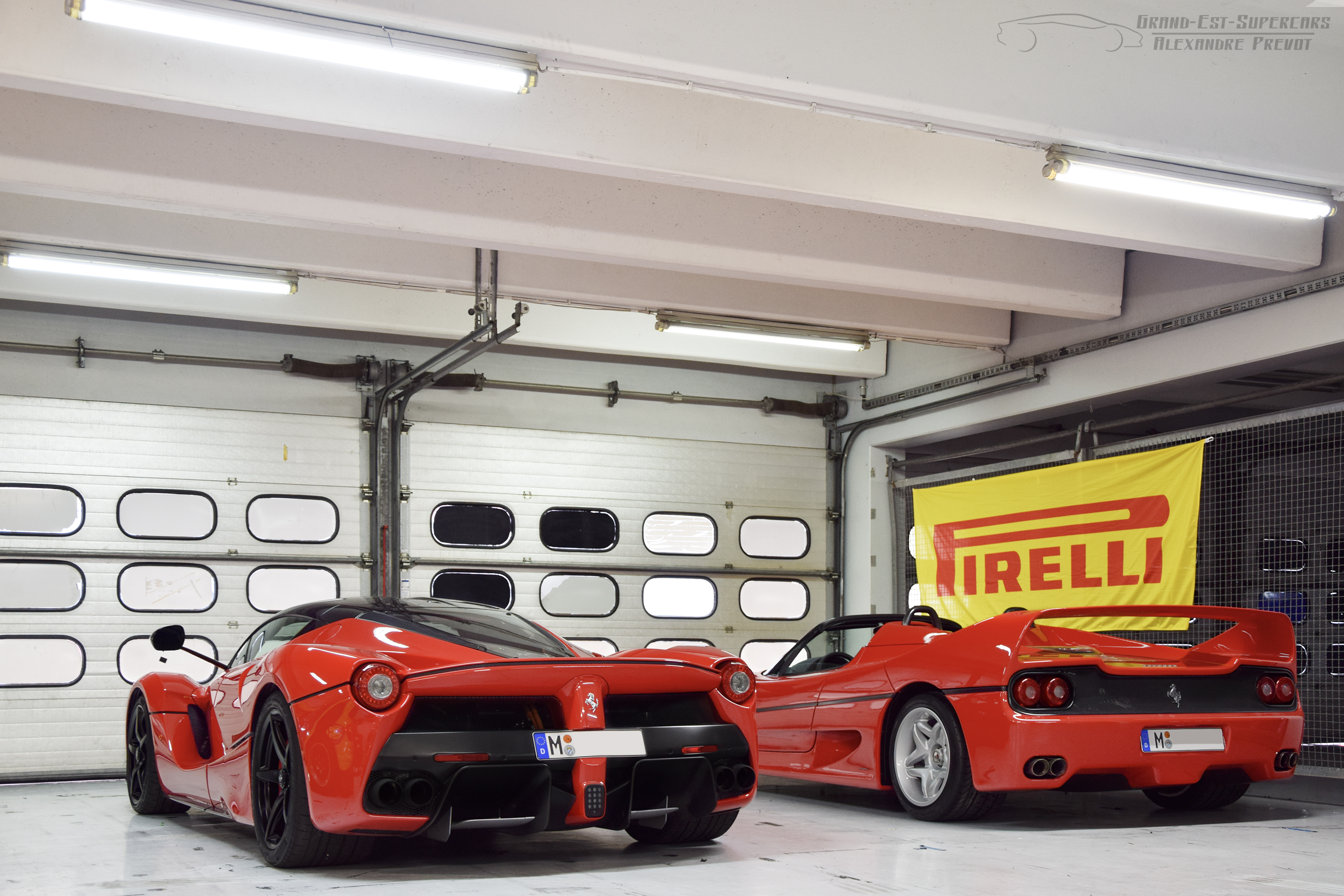
LaFerrari & Ferrari F50
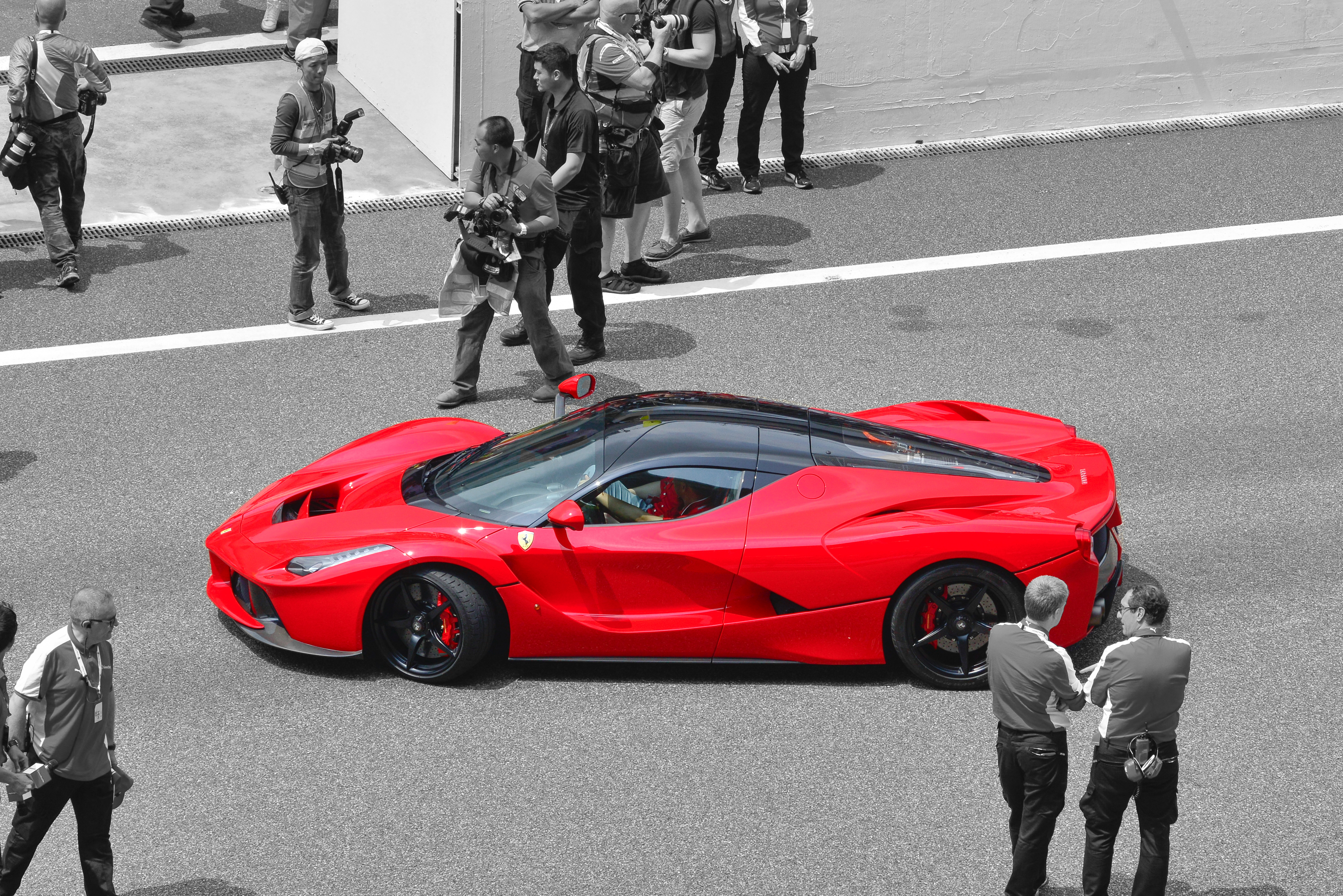
LaFerrari
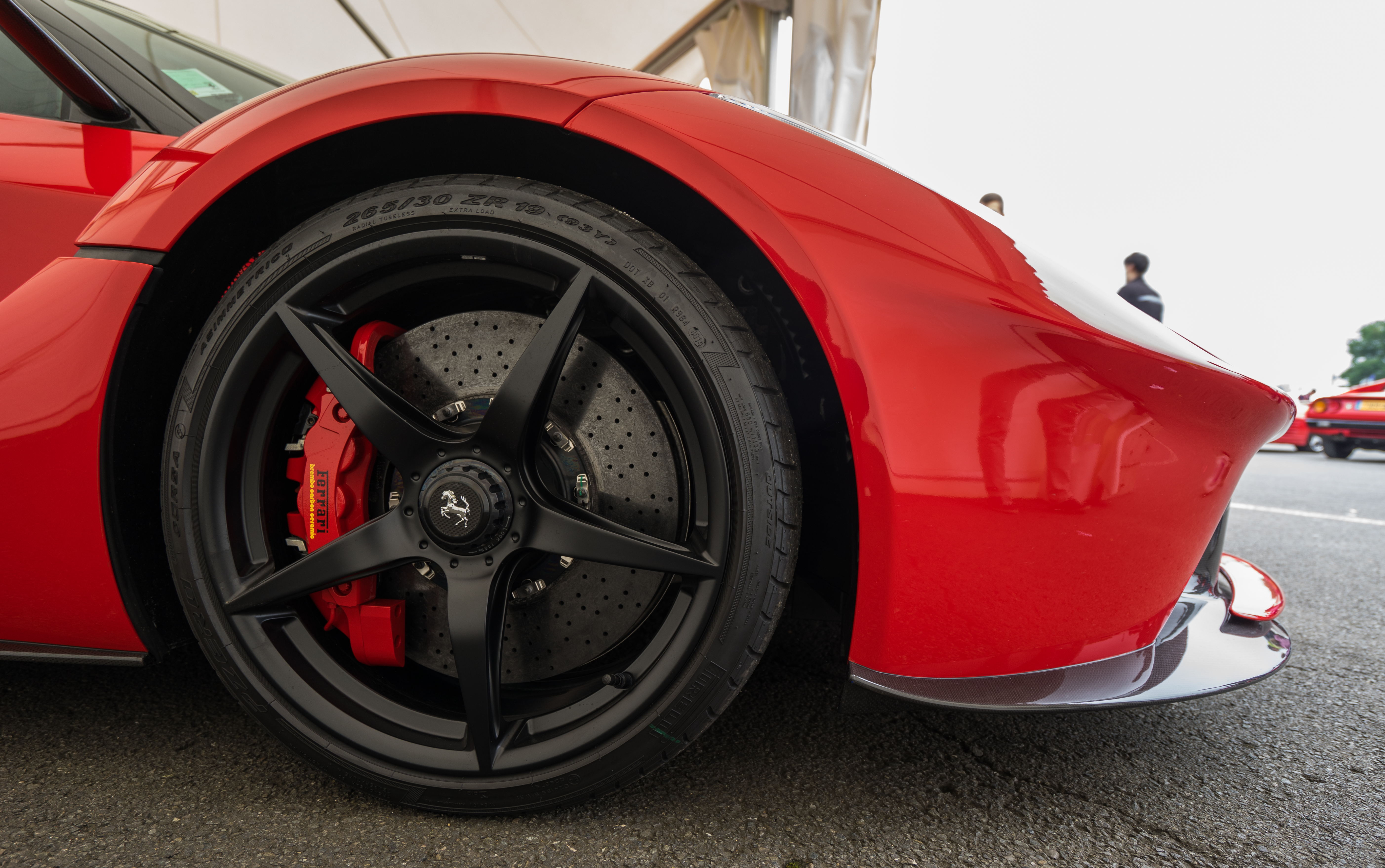
LaFerrari